# Gamma Sextantis
Gamma Sextantis (La tinh hóa từ γ Sextantis theo định danh Bayer) là tên của một hệ sao đôi nằm trong chòm sao vùng xích đạo tên là Lục Phân Nghi. Các ngôi sao của nó có cấp sao biểu kiến kết hợp lại là 5,05, có nghĩa là khi nhìn thấy bằng mắt thường, nó khá là mờ nhạt và trong điều kiện thời tiết tốt thì ta sẽ nhìn thấy nó rõ ràng hơn. Giá trị thị sai đo được của nó là 11,75 mas, nghĩa là khoảng cách xấp xỉ của nó là chúng ta là khoảng 280 năm ánh sáng.
Hai ngôi sao của hệ sao này có chu kì với nhau là 77,55 năm với độ lệch tâm quỹ đạo khá cao là 0,691. Mặt phẳng quỹ đạo của nó nghiêng một góc 145,1 độ từ điểm nhìn của trái đất.
Cấp sao biểu kiến của ngôi sao thứ nhất là 5,6, nghĩa là nó một ngôi sao nằm trong dãy chính với quang phổ loại A1 V. Còn ngôi sao thứ hai thì có quang phổ loại A4 V với cấp sao biểu kiến là 6,0. Quang phổ của cả hai kết hợp lại là A0/1 V (nghĩa là nó có đặc điểm của A0 V và cả A1 V).
Bên cạnh đó còn có một ngôi sao thứ ba với cấp sao biểu kiến là 12,28 với góc phân tách là 36,9" dọc theo góc vị trí là 333 độ theo như dữ liệu của năm 2000. Góc phân tách ấy đã tăng lên từ 30,0' vào năm 1834. Chuyển động riêng của nó khác với hai ngôi sao trên nên nó không được đề cập là thành viên của hệ sao đôi trên và có thành phần là μα = −29 mas/năm và μδ = +5 mas/năm.

## Dữ liệu hiện tại
Theo như quan sát, đây là hệ sao nằm trong chòm sao Lục Phân Nghi và dưới đây là một số dữ liệu khác:
Xích kinh 09h 52m 30.43727s
Độ nghiêng −08° 06′ 18.1269″
Cấp sao biểu kiến 5.05 (5.6 + 6.0)
Cấp sao tuyệt đối +0.43
Vận tốc xuyên tâm 12 km/s
Loại quang phổ A0/1 V (A1 V + A4 V)
Giá trị thị sai 11,75 +/- 0,63